# Правительство Республики Дагестан
Правительство Республики Дагестан — высший орган исполнительной власти в Республике Дагестан.

## Структура и полномочия
Структура Правительства Республики Дагестан состоит из следующих органов исполнительной власти:
Министерство финансов Республики Дагестан
Министерство образования Республики Дагестан
Министерство промышленности и торговли Республики Дагестан
Министерство цифрового развития Республики Дагестан
Согласно ст. 78 Конституции Республики Дагестан, правительство:
- разрабатывает и представляет Главе Республики Дагестан для внесения в Народное Собрание Республики Дагестан проект республиканского бюджета Республики Дагестан;
- определяет порядок разработки и корректировки документов стратегического планирования, находящихся в ведении Правительства Республики Дагестан, и утверждает (одобряет) такие документы;
- обеспечивает исполнение республиканского бюджета Республики Дагестан и готовит отчет об исполнении указанного бюджета, ежегодные отчеты о результатах деятельности Правительства Республики Дагестан, сводный годовой доклад о ходе реализации и об оценке эффективности государственных программ Республики Дагестан, ежегодные отчеты о ходе исполнения плана мероприятий по реализации стратегии социально-экономического развития Республики Дагестан для представления их Главой Республики Дагестан в Народное Собрание Республики Дагестан;
- обеспечивает проведение государственной политики по экономическому и социально-культурному развитию Республики Дагестан; осуществляет меры по развитию науки, образования, культуры, рациональному использованию и охране природных ресурсов;
- осуществляет в соответствии с законом управление и распоряжение республиканской собственностью, а также управляет федеральной собственностью, переданной в управление Республики Дагестан в соответствии с федеральным законом и иными нормативными правовыми актами Российской Федерации;
- осуществляет в пределах своих полномочий меры по реализации, обеспечению и защите прав и свобод человека и гражданина, охране собственности и общественного порядка, противодействию терроризму и экстремизму, борьбе с преступностью;
- осуществляет в пределах своих полномочий меры по обеспечению государственных гарантий равенства прав, свобод и законных интересов человека и гражданина независимо от расы, национальности, языка, отношения к религии и других обстоятельств; предотвращению ограничения прав и дискриминации по признакам социальной, расовой, национальной, языковой или религиозной принадлежности; сохранению и развитию этнокультурного многообразия народов Российской Федерации, проживающих на территории Республики Дагестан, их языков и культуры; защите прав национальных меньшинств; социальной и культурной адаптации мигрантов; профилактике межнациональных (межэтнических) конфликтов и обеспечению межнационального и межконфессионального согласия;
- осуществляет в установленном порядке внешнеэкономические связи;
- формирует иные органы исполнительной власти Республики Дагестан;
- вправе предложить органу местного самоуправления, выборному или иному должностному лицу местного самоуправления привести в соответствие с законодательством Российской Федерации изданные ими правовые акты в случае, если указанные акты противоречат Конституции Российской Федерации, федеральным законам и иным нормативным правовым актам Российской Федерации, Конституции Республики Дагестан, законам и иным нормативным правовым актам Республики Дагестан, а также вправе обратиться в суд;
- осуществляет возложенные на него полномочия, установленные нормативными правовыми актами Президента Российской Федерации и нормативными правовыми актами Правительства Российской Федерации, предусматривающими передачу осуществления органам исполнительной власти Республики Дагестан отдельных полномочий федеральных органов исполнительной власти в соответствии с федеральным законом;
- осуществляет иные полномочия в соответствии с федеральными законами и законами Республики Дагестан, а также договорами и соглашениями, заключенными от имени Республики Дагестан.

## Состав
- Абдулмуслимов, Абдулмуслим Мухидинович — Председателя Правительства Республики Дагестан
- Алиев, Руслан Алиевич  — Первый заместитель Председателя Правительства Республики Дагестан
- Эминов, Заур Эминович — Первый заместитель Председателя Правительства Республики Дагестан - Министр по земельным и имущественным отношениям Республики Дагестан
- Газимагомедов, Ризван Казимович — Заместитель Председателя Правительства Республики Дагестан
- Джафаров, Рамазан Джафарович — Заместитель Председателя Правительства Республики Дагестан
- Теляков, Муслим Пашаевич — Заместитель Председателя Правительства Республики Дагестан
- Гамзатов, Юрий Валериевич - Министр цифрового развития  Республики Дагестан
- Бучаев, Яхья Гамидович — Министр образования и науки Республики Дагестан
- Батталов, Баттал Вагидовича — Министр сельского хозяйства и продовольствия Республики Дагестан
- Муслимов, Энрик Селимович, Министр по национальной политике и делам религий РД
- Бутаева, Зарема Ажуевна — Министр культуры Республики Дагестан
- Сажидов, Сажид Халилрахманович — Министр по физической культуре и спорту Республики Дагестан
- Мерданов, Эмин Мерданович, Министр по туризму и народным художественным промыслам РД
- Саадуев, Юнус Магомедович — Министр финансов Республики Дагестан
- Казимагамедов, Нариман Махмудович — Министр по делам гражданской обороны, чрезвычайным ситуациям и ликвидации последствий стихийных бедствий РД
- Саидов, Камил Рамазанович — Министр по делам молодежи РД
- Беляева, Татьяна Васильевна  — Министр здравоохранения Республики Дагестан
- Казимагомед, Сефикурбанович Сефикурбанов — Министр юстиции РД
- Гаджиев, Алибег Ибрагимович, председатель Комитета по лесному хозяйству РД
- Гаджибеков, Джафар Ильясович, и.о.председателя Комитета по государственным закупкам Республики Дагестан
- Гусейнов, Незир Исмаилович, врио председателя Комитета по архитектуре и градостроительству РД
- Амирханов, Умахан Амирханович, руководитель Республиканской службы по тарифам Республики Дагестан
- Джабраилов, Али Магомедович, начальник Государственной жилищной инспекции Республики Дагестан – Главный государственный жилищный инспектор Республики Дагестан.
- Тахнаев, Юсуп Магомедович, начальник Государственной инспекции Республики Дагестан по надзору за техническим состоянием самоходных машин и других видов техники
- Магомедалиев, Магомедали Абасович, начальник Управления Правительства РД по вопросам переселения лакского населения Новолакского района на новое место жительства и восстановления Ауховского района
- Гасанов, Гаджи Магомедзапирович, врио руководителя Агентства по предпринимательству и инвестициям РД

## Представитель вСовете ФедерацииФедерального Собрания
1. Умаханов Ильяс Магомед-Саламович — полномочия признаны 29 ноября 2001 г. — подтверждены 30 июля 2002 г. — подтверждены 24 марта 2006 г. — подтверждены 3 марта 2010 г. — продлены в сентябре 2018 г. — подтверждены в сентябре 2023 г.